# La clásica historia de terror
La clásica historia de terror (en inglés, A Classic Horror Story) es una película de terror italiana del año 2021, escrita por Roberto De Feo, Paolo Strippoli, Lucio Besana, David Bellini y Milo Tissone, y dirigida por Roberto De Feo y Paolo Strippoli. La película está protagonizada por Matilda Lutz, Will Merrick, Yuliia Sobol, Justin Korovkin, Peppino Mazzotta, Cristina Donadio, Francesco Russo y Alida Baldari Calabria. Fue lanzada en todo el mundo por Netflix el 14 de julio de 2021.

## Argumento
Cinco personas viajan por el sur de Italia en una autocaravana para llegar a un destino común. Al caer la noche y, por evitar el cadáver de un animal, chocan contra un árbol. Cuando vuelven a sus sentidos, se encuentran en medio de la nada. El camino por el que viajaban ha desaparecido y sólo hay un bosque denso e impenetrable y una casa de madera en medio de un claro, en la cual, según descubren, se celebran escalofriantes cultos.

## Reparto
- Matilda Lutz, en el papel de Elisa.
- Will Merrick, interpretando a Mark.
- Yuliia Sobol, en el papel de Sofia.
- Justin Korovkin, haciendo de Samuel.
- Peppino Mazzotta, en el papel de Riccardo.
- Francesco Russo, interpretando a Frabrizio.
- Alida Baldari Calabria, haciendo de Chiara.